# Sofia Fölster
Sofia Catharina Margarita Fölster, född 17 december 1991 i Nacka, är en svensk civilekonom och politiker (moderat), som var ordinarie riksdagsledamot 2014–2018, invald för Stockholms läns valkrets. Hon var förste vice förbundsordförande för Moderata Ungdomsförbundet (MUF) från oktober 2016 till november 2018.
Hon är utbildad civilekonom vid Handelshögskolan i Stockholm.
Hon är dotter till nationalekonomen Stefan Fölster och således barnbarn till Kaj Fölster och barnbarnsbarn till de socialdemokratiska politikerna Gunnar Myrdal och Alva Myrdal.